# Бондюг
Бондюг — село в Чердынском районе Пермского края. Административный центр Бондюжского сельского поселения.

## История
Впервые упоминается в письменных источниках в 1579 году. Изначально известно как деревня Харино. После постройки здесь деревянной православной церкви (в 1631 году) стало погостом (центром округи). Название получило по реке Бондюжанка. Во второй половине XIX века в селе находились лесопильня и судоверфь для строительства барж. В начале XX века здесь действовало частное пароходство предпринимателя А. П. Рожкова. В 1930 году был образован колхоз «Верхокамец», получивший в 1953 году при укрупнении имя Хрущева (с 1957 года — вновь «Верхокамец», затем — им. Жданова). В 1930-х годах в Бондюге существовал кирпичный завод, а в 1930-40-х годах — лесопромышленная артель «Север».
Бондюг был центром Бондюжской волости Чердынского уезда (конец XVIII — начало XX века) и Бондюжского сельского совета (до января 2006 года).

## География
Село Бондюг расположено в устье реки Бондюжанки, левого притока Камы, примерно в 36 км к северо-западу от районного центра, города Чердынь.

## Улицы

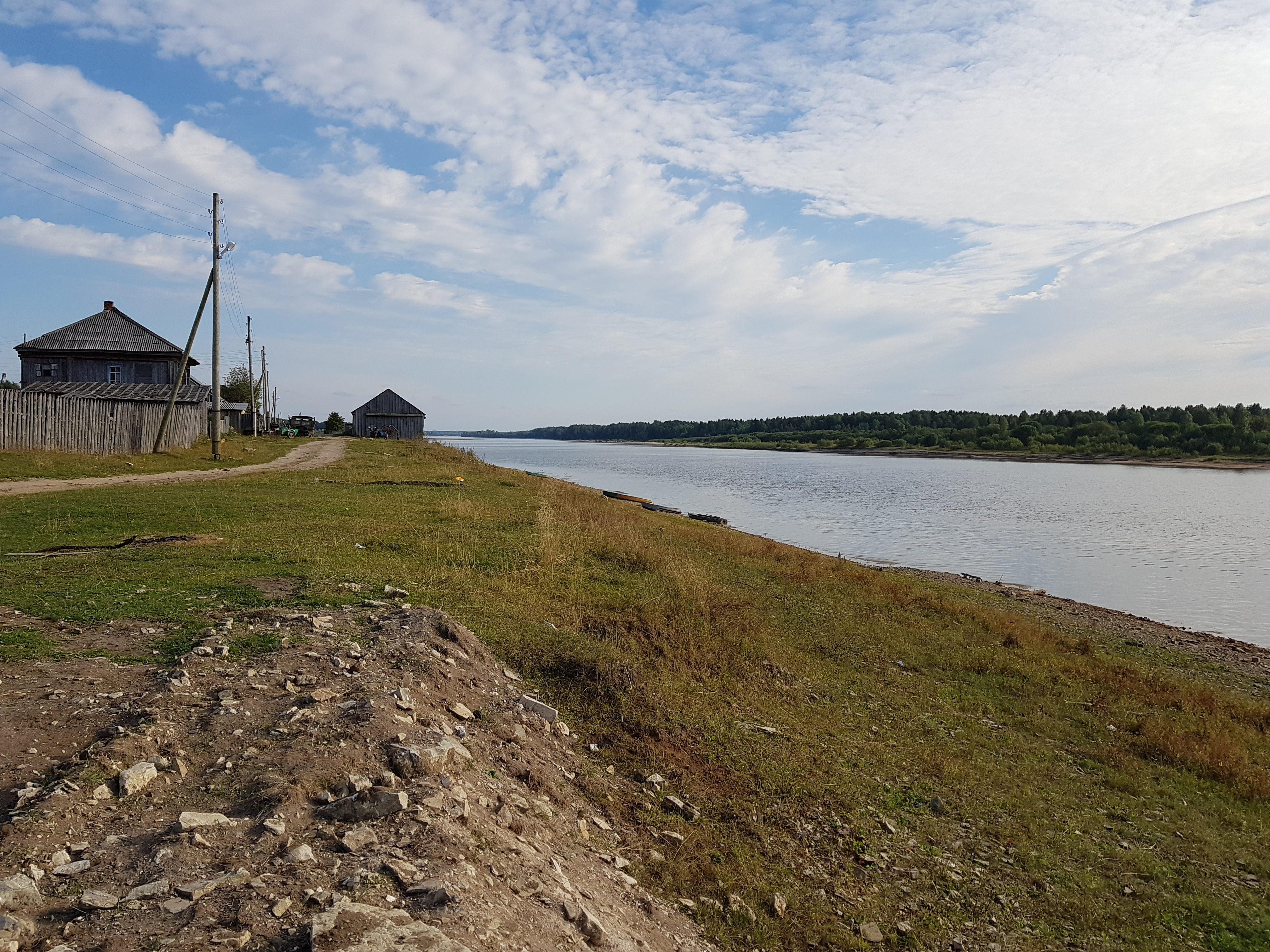

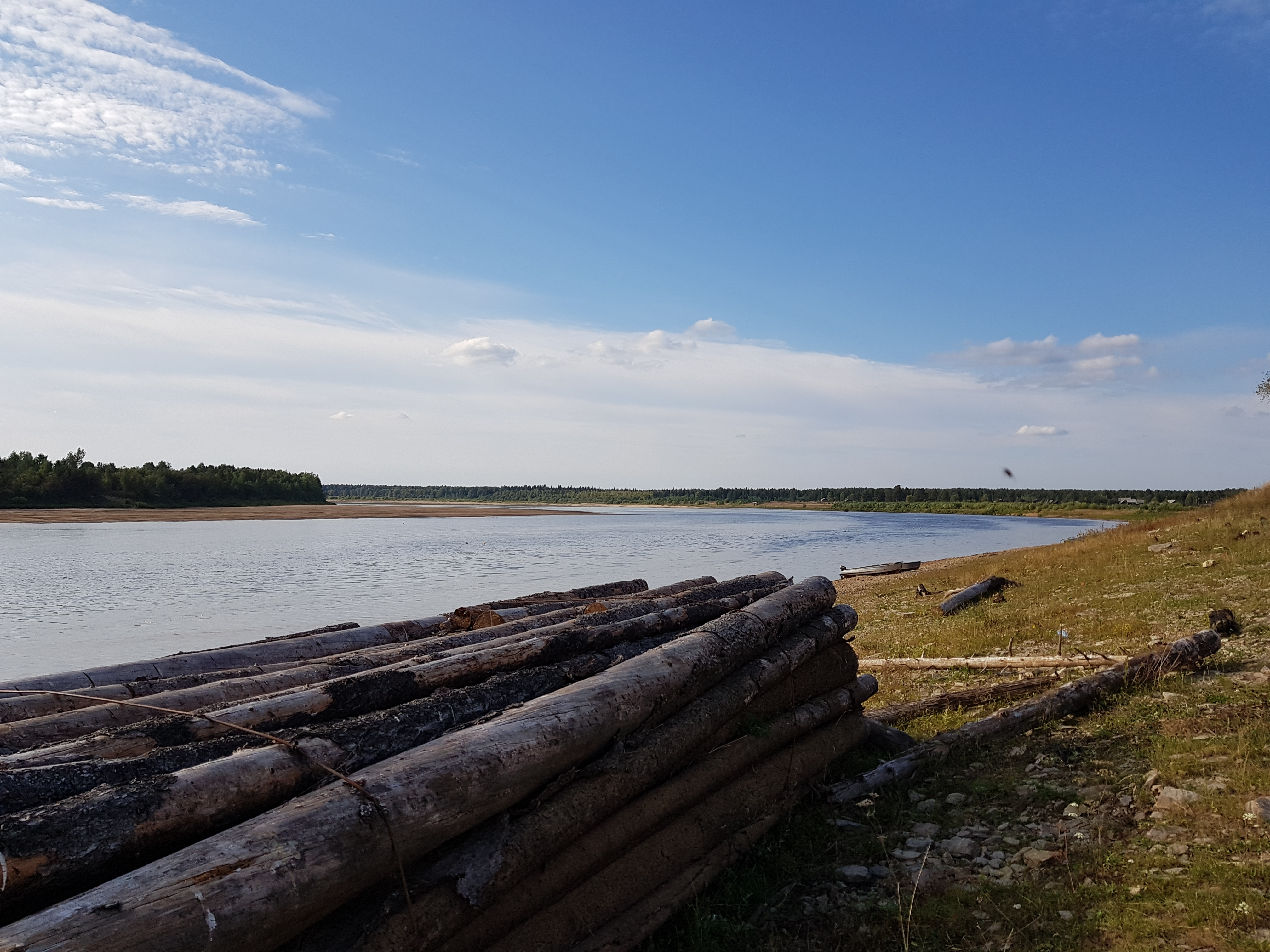

## Население
| 2010 |
| ---- |
| 577  |

## Улицы[3]
- Красноармейская ул.
- Лесная ул.
- Молодёжная ул.
- Набережная ул.
- Пенягина ул.
- Советская ул.
- Сплавучасток ул.